# Paula Garcés
Pour les articles homonymes, voir Garcés.
Paula Garcés est une actrice américano-colombienne née le 20 mars 1974 à Medellín.

## Biographie
Paula a passé une partie de son enfance à Medellín, en Colombie où elle est née, avant de s'installer définitivement à Spanish Harlem, à Manhattan, avec sa famille.
Paula a une fille, prénommée Skye Mahoney (née en 1992), issue d'une relation passée lorsqu'elle avait 18 ans. Depuis 2002, elle est mariée à Antonio Hernandez. Après deux fausses couches, elle a donné naissance à leur premier enfant ensemble, un garçon prénommé Antonio Andres Hernandez (né le 20 novembre 2013).

## Filmographie

### Cinéma
- 1991 : Hangin' with the Homeboys : Harassed sister
- 1993 : L'Enfance de l'art (Life with Mikey) : Janice
- 1995 : Esprits rebelles (Dangerous Minds) : Alvina
- 1998 : Harvest : Mina Fuentes
- 2002 : Top chronos (Clockstoppers) : Francesca
- 2003 : The Station Agent de Thomas McCarthy : Cashier
- 2003 : Marci X : Yolanda Quinones
- 2003 : Le Pilote (Spin) : Francesca
- 2004 : Harold et Kumar chassent le burger (Harold and Kumar Go to White Castle) de  Danny Leiner : Maria
- 2005 : Che Guevara : Aleida
- 2005 : Garde rapprochée (Man of the House) : Teresa
- 2005 : The Shore : Tina
- 2006 : Pledge This! : Gloria Torrez
- 2006 : Pledge This: Panique à la fac ! : Gloria Torrez
- 2007 : Red Princess Blues Animated: The Book of Violence : Princesse (Voix)
- 2008 : Harold et Kumar s'évadent de Guantanamo (Harold and Kumar Escape from Guantanamo Bay) : Maria
- 2008 : Harold and Kumar Go to Amsterdam (Vidéo) : Maria
- 2011 : A Very Harold and Kumar 3D Christmas : Maria
- 2013 : The Maid's Room : Drina
- 2014 : Adult Beginners de Ross Katz : Blanca
- 2021: Aftermath de Peter Whinter : Claudia

### Télévision
- 1991 : New York, police judiciaire (Law & Order) (série télévisée) : Lucy Rivers
- 1994 : New York Undercover (série télévisée) : Aria Nuriez
- 1999 : Oz (série télévisée) : Isabella
- 1999 - 2000 : Haine et Passion (The Guiding Light) (série télévisée) : Pilar Santos
- 2002 : The Brothers of Garcia (série télévisée) : Milagros
- 2003 et 2007 : Les Experts : Miami (CSI: Miami) (série télévisée) : Carmen Abregon / Anna Sivarro
- 2004 : Les Soprano (The Sopranos) (série télévisée) : Felicia Galan
- 2005-2006 : New York, unité spéciale (Law & Order: Special Victims Unit) (saison 7, épisodes 5, 6, 7 et 11) : CSU Tech Millie Vizcarrondo
- 2006 - 2008 : The Shield (série télévisée) : Officier Tina Hanlon
- 2008 : Le Retour de K 2000 (Knight Rider) (série télévisée) : Kelli Haddigan
- 2009 : Defying Gravity (série télévisée) : Paula Morales
- 2010 : Warehouse 13 (série télévisée) : Dr Kelly Hernandez
- 2010 : Chase (série télévisée) : Tia Archer
- 2011 : The Good Wife (série télévisée) : Aida Rios
- 2011 : Breakout Kings (série télévisée) : Debbie Myers
- 2013 : Devious Maids (série télévisée) : Flora Hernandez
- 2013 : Elementary (série télévisée) : Agent Paula Reyes
- 2018 : On My Block (série télévisée) : Geny Martinez

### Jeux vidéo
- 2011 : Heroes of Newerth (jeu vidéo) : Aluna